# Базар (Лодзинське воєводство)
Базар (пол. Bazar) — село в Польщі, у гміні Розпша Пйотрковського повіту Лодзинського воєводства.
Населення — 243 особи (2011).
У 1975-1998 роках село належало до Пйотрковського воєводства.

## Демографія
Демографічна структура станом на 31 березня 2011 року:
|          | Загалом | Допрацездатний вік | Працездатний вік | Постпрацездатний вік |
| -------- | ------- | ------------------ | ---------------- | -------------------- |
| Чоловіки | 127     | 32                 | 89               | 6                    |
| Жінки    | 116     | 21                 | 75               | 20                   |
| Разом    | 243     | 53                 | 164              | 26                   |